# 托茲維爾 (紐約州)
托茲維爾（英語：Toddsville）是位於美國紐約州奧齊戈縣的非建制地區。

## 歷史
托茲維爾的郵局於1850年設立，其後於1918年停運。

## 地理
托茲維爾所處的海拔為高於海平面379米（即1243英呎），而該地所採用的時區為UTC-5，即北美东部时区（EST）。同時該地設有夏令時間，為UTC-5調快一小時，即UTC-4（EDT）。